# Honda CB 250
Honda CB 250 es el nombre de una serie de modelos de motocicletas del fabricante japonés Honda. Esta bicilíndrica de gama media se fabricó en numerosas variantes. La CB 250 (código de punta 286) se lanzó en el verano de 1968 en EE. UU. como sucesora de la CB 72, cuya última versión también se llamó CB 250. Se trataba de un diseño completamente nuevo; tanto el chasis como el motor eran nuevos.

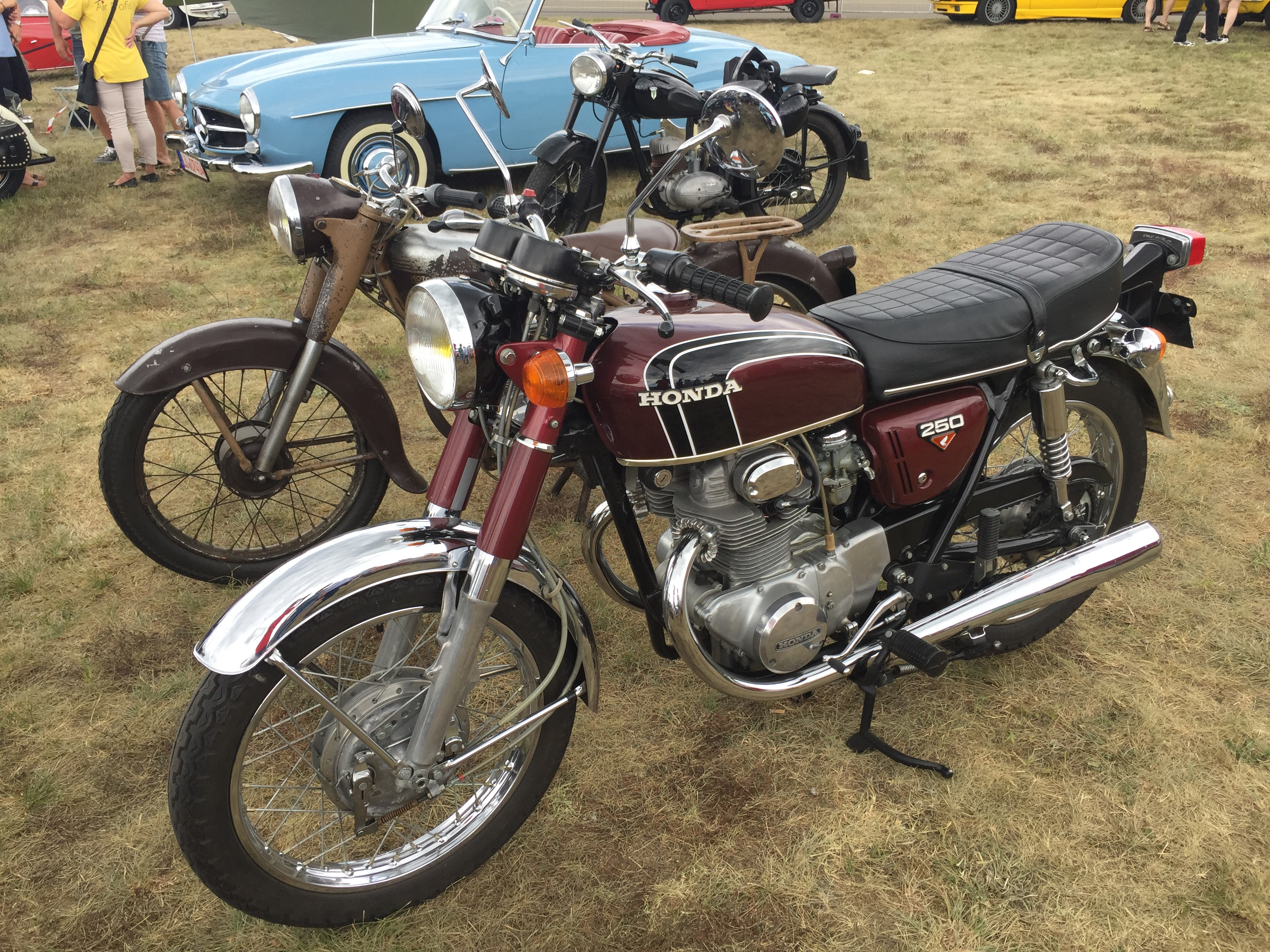
1970 Honda CB250 K1 01

A diferencia de la CB 72, los cilindros eran verticales, la transmisión primaria se cambió de cadena a ruedas dentadas, la caja de cambios recibió cinco marchas, en lugar de carburadores de corredera había dos carburadores de válvula de mariposa con cúpula de vacío y la cadena de la rueda trasera se desplazó al lado izquierdo. El bastidor pasó a ser un bastidor tubular cerrado de doble bucle con un cabezal de dirección y un eslabón superior de acero prensado. Originalmente sin ninguna otra designación, la máquina pasó a denominarse K0 tras la aparición de las versiones con mantenimiento de modelo K1-K4 (código de tipo 310/321/348). Todos los modelos de carretera tenían silenciadores de escape horizontales. La potencia era inicialmente de 26 CV y se aumentó a 30 CV en 1971. En 1973, la última versión con 30 CV se lanzó como el modelo K4 B4 (código de tipo 349) con frenos de disco delanteros y fuelles de goma en la horquilla telescópica en lugar de los manguitos de inmersión de los modelos anteriores. Al igual que la K4 (código de tipo 348) con el freno delantero dúplex original y manguitos de inmersión en la horquilla telescópica, apenas tenía ya demanda, pero seguía estando disponible.
A partir de 1980, también se fabricó una CB 250 RS (MC 02), cuyo motor derivaba del monocilíndrico XL 250 de enduro y rendía 17 o 26 CV, la CBX 250 RS (MC 10) de 1983 tenía 30 CV y la CBX 250 S (MC 12) de 1985 tenía 28 CV. También se reeditó un modelo paralelo CL 250 (código de tipo 290). Tenía el monocilíndrico de la Enduro, un sistema de escape elevado y, como característica especial, una marcha lenta que se podía cambiar mediante una pequeña palanca en el manillar para su uso fuera de carretera en pendientes pronunciadas.
La CB 250 Nighthawk (MC 24) estuvo disponible desde 1991 y la (MC 26) desde 1992 hasta 2002 con 21 CV a 8500 rpm.

## Literatura
- Kuch, Joachim (2009). Typenkompass Honda (en alemán). ISBN 978-3-613-02989-7.
- Motorrad Katalog: Motorrad Katalog. Motorrad Stuttgart (en alemán). Motor Presse Stuttgart GmbH & Company KG. 2018. Consultado el 13 de mayo de 2024.
- Honda CB 250 N/CB 400 N ab 1978. Querschnitt durch die Motor-Technik (en alemán). Bucheli. 1980. ISBN 978-3-7168-1470-3. Consultado el 13 de mayo de 2024.
- Honda CB 250 RS ab 1980. Querschnitt durch die Motor-Technik (en alemán). Bucheli. 1989. ISBN 978-3-7168-1592-2. Consultado el 13 de mayo de 2024.
- Clymer, F. (2022). Honda Cb250, Cl250, Cb350, Cl350 & SL 350 1968 to 1973 Workshop Manual (en inglés). Veloce Enterprises, Incorporated. ISBN 978-1-58850-261-2. Consultado el 13 de mayo de 2024.